# Potentilla sterneri
Potentilla sterneri is een plant uit de rozenfamilie. De soort is die endemisch in Zuid-Zweden.

## Naamgeving enetymologie
- Synoniemen: Potentilla collina Wib. 1799 auct. scand., Potentilla wimanniana Spreng. ex Günth. et Schummel 1813 auct. scand, Potentilla aspegrenii Kurtto in Kurtto & T.Erikss. 2003 nom. nov. pro P. sordida Fr. ex Aspegren 1823 nom. illeg., Potentilla argentea var. sordida Fr. 1823, Potentilla collina * pallescens Hartm. 1849, Potentilla oelandica A.Pedersen in herb. p.p.,  Potentilla pallescens A.Pedersen in herb.
- Zweeds: Backfingerört

De soortaanduiding sterneri is een eerbetoon aan de Zweedse botanicus Karl Rikard Sterner (1891-1956).

## Kenmerken
Potentilla sterneri is een overblijvende, kruidachtige plant met meerdere behaarde, dikwijls roodgetinte opgaande bloemstengels tot 25 cm hoog met aan de basis een bladrozet. De rozetbladeren en stengelbladeren zijn handvormig samengesteld, vijf- of soms zeventallig, de bladslipjes worden tot 15 mm lang.
De talrijke bloemen staan in ijle trossen aan de top van de stengel. Ze zijn lichtgeel, vijftallig, met tot 6 mm lange kroonbladen. De vrucht is een schijnvrucht.
De plant bloeit van juni tot augustus.

## Habitaten verspreiding
Potentilla sterneri heeft een voorkeur voor droge, kalkrijke bodems in volle zonlicht, vooral op kalkgraslanden, op wegbermen en langs akkers, zelden op kale alvar. 
De plant is endemisch in Zweden, waar deze voorkomt op de eilanden Gotland en Öland en in de landschappen Småland en Blekinge in het uiterste zuiden.
... · 
P. anglica (Kruipganzerik) · 
P. anserina (Zilverschoon) · 
P. argentea (Viltganzerik) · 
P. erecta (Tormentil) · 
P. indica (Schijnaardbei) · 
P. intermedia (Middelste ganzerik) · 
P. norvegica (Noorse ganzerik) · 
P. palustris (Wateraardbei) · 
P. recta (Rechte ganzerik) · 
P. reptans (Vijfvingerkruid) · 
P. sterilis (Aardbeiganzerik) · 
P. sterneri · 
P. supina (Liggende ganzerik) · 
P. tabernaemontani (Voorjaarsganzerik) · 
...